# Maurice Hausner
Pour les articles homonymes, voir Hausner.
Avraham-Moshe Maurice Hausner dit Maurice Hausner (dans la résistance dit Jourdan, Charleau, Pacot), né en 1922 à Rzeszow en Pologne et mort le 11 août 2006 en Israël est une des grandes figures de la Résistance juive en France. Il est un des premiers membres de l'Armée juive (A.J.). Il est chargé de liaisons entre le Mouvement de jeunesse sioniste (M.J.S.) et l'Armée juive.

## Biographie

### Jeunesse
Maurice Hausner est né en 1922 à Rzeszow en Pologne et grandit à Metz. Il est le fils d'Israel David Hausner, dit Israel Hausner, né le 14 février 1892 à Czudec, en Pologne et de Regina Rivka Gold dite Rifka Hausner,, née le 24 septembre 1892 à Sendyszow, en Pologne. Il a une sœur aînée, Rose Rachel Hausner dite Rachel Hausner, née le 14 août 1923 à Rzeszow en Pologne. Il a deux sœurs jumelles plus jeunes, Gisèle Hausner, née le 6 janvier 1928 à Metzet Cécile Hausner, née le 6 janvier 1928 à Metz. Gisèle est la première jumelle et Cécile la deuxième jumelle.

### Seconde Guerre mondiale
Maurice Hausner vit à Metz jusqu'au 1er septembre 1939. Il se retrouve à Toulouse, où la majorité des réfugiés du nord et de l'est de la France, et de l'Alsace en particulier, sont enjoints d'aller.

#### L'armée juive
L'armée juive (A.J.) est créée à Toulouse. Maurice Hausner adhère au mouvement en 1942 et y demeure jusqu'à la Libération.
Il devient un recruteur pour l'A.J. Il est chargé aussi d'instruction militaire. L'institut sportif de Toulouse, créé par le champion de natation Alfred Nakache est utilisé. Nakache se rapproche des réseaux de résistances juifs comme l'Armée juive, en aidant notamment à la préparation physique des recrues.
Il va ensuite à Grenoble pour créer des sections de l'A.J..

#### Déportations
Le père de Maurice Hausner, Israel Hausner (50 ans) et sa mère, Rifka Hausner (50 ans), sont déportés le 11 septembre 1942 par le convoi no 31 de Drancy vers Auschwitz. Sa sœur aînée, Rachel Hausner (18 ans) et ses sœurs jumelles plus jeunes, Cécile Hausner (14 ans) et Gisèle Hausner (14 ans)
, sont également déportées par le même convoi. La dernière adresse de la famille est au 33, rue Saincric à Bordeaux (Gironde). Les jumelles sont mortes à leur arrivée à Auschwitz.

### Famille
Maurice Hausner et Odette-Devora Hausner ont 3 enfants, dont Yorael Amihay. Maurice Hausner est mort le 11 août 2006 en Israël. Il est enterré au cimetière Yarkon de Petah Tikva,

## Honneurs
- Titulaire de la Médaille de la Résistance